# Steak de Hambourg
Le steak de Hambourg est une boulette de bœuf haché. Il ressemble beaucoup au steak Salisbury. Il a été popularisé par les migrants allemands dans le monde entier et est devenu un plat très connu du grand public à partir du début du XIXe siècle.

## Histoire
Au début du XVIIIe siècle, le steak de Hambourg était déjà populaire surtout parmi les Allemands, qui prétendent l'avoir inventé. On raconte que le bœuf du port allemand de Hambourg était connu pour être émincé et haché, méthode empruntée aux Russes par les bouchers allemands. Une autre origine possible est que le steak de Hambourg est une création anglaise ; il est mentionné dans le livre de recettes de 1745 Art of Cookery de Hannah Glasse.
Les migrants allemands ont fait connaître le plat dans le monde entier et le steak de Hambourg est devenu un plat très populaire dans l'Amérique du XIXe siècle. Le premier menu imprimé aux États-Unis offrait le steak de Hambourg parmi ses mets ; coûtant 10 cents, c'était alors l'un des plats les plus chers de la carte. Après avoir été placé entre deux morceaux de pain, le steak a évolué pour devenir le hamburger de nos jours.

## Préparation
Le steak de Hambourg est fait de bœuf finement haché. L'assaisonnement, l'œuf, la chapelure, l'oignon et le lait sont mélangés avec la viande qui est ensuite transformée en galettes et cuite par friture, rôtissage ou fumage.